# Stortjärnen (Bjurholms socken, Ångermanland, 709659-167093)
Stortjärnen är en sjö i Bjurholms kommun i Ångermanland och ingår i Öreälvens huvudavrinningsområde. Sjön har en area på 0,0508 kvadratkilometer och ligger 207,6 meter över havet. Sjön avvattnas av vattendraget Mariebäcken.

## Delavrinningsområde
Stortjärnen ingår i det delavrinningsområde (709878-166889) som SMHI kallar för Mynnar i Öreälven. Medelhöjden är 229 meter över havet och ytan är 24,19 kvadratkilometer. Det finns inga avrinningsområden uppströms utan avrinningsområdet är högsta punkten. Mariebäcken som avvattnar avrinningsområdet har biflödesordning 2, vilket innebär att vattnet flödar genom totalt 2 vattendrag innan det når havet efter 86 kilometer. Avrinningsområdet består mestadels av skog (80 procent). Avrinningsområdet har 0,17 kvadratkilometer vattenytor vilket ger det en sjöprocent på 0,7 procent.